# Launceston, Cornwall
Launceston är en ort och civil parish i Cornwall i England. Folkmängden ligger på nästan 8 000 invånare. Orten nämndes i Domesday Book år 1086, och kallades då Dunhuet.